# Збейдіє
Збейдіє (англ. Zbeidiyeh, араб. الزبيدية) — поселення в Сирії, що складає невеличку друзьку общину в нохії Аль-Масмія, яка входить до складу мінтаки Ес-Санамейн в південній сирійській мухафазі Дара.